# Кам-ла-Сурс
Кам-ла-Сурс (фр. Camps-la-Source) — коммуна на юго-востоке Франции в регионе Прованс — Альпы — Лазурный берег, департамент Вар, округ Бриньоль, кантон Гареу.
Площадь коммуны — 22,47 км², население — 1485 человек (2006) с выраженной тенденцией к росту: 1788 человек (2012), плотность населения — 80,0 чел/км².

## Население
Население коммуны в 2011 году составляло — 1751 человек, а в 2012 году — 1788 человек.
| 1962 | 1968 | 1975 | 1982 | 1990 | 1999 | 2005 | 2006 | 2010 | 2011 | 2012 |
| ---- | ---- | ---- | ---- | ---- | ---- | ---- | ---- | ---- | ---- | ---- |
| 448  | 474  | 581  | 767  | 1113 | 1272 | 1476 | 1485 | 1713 | 1751 | 1788 |

Динамика населения:

## Экономика
В 2010 году из 1066 человек трудоспособного возраста (от 15 до 64 лет) 773 были экономически активными, 293 — неактивными (показатель активности 72,5 %, в 1999 году — 65,3 %). Из 773 активных трудоспособных жителей работали 680 человек (355 мужчин и 325 женщин), 93 числились безработными (35 мужчин и 58 женщин). Среди 293 трудоспособных неактивных граждан 79 были учениками либо студентами, 129 — пенсионерами, а ещё 85 — были неактивны в силу других причин.
На протяжении 2010 года в коммуне числилось 746 облагаемых налогом домохозяйств, в которых проживало 1 808,0 человек. При этом медиана доходов составила 19 тысяч 188 евро на одного налогоплательщика.

## Города-побратимы
- Сан-Бьяджо-делла-Чима, Италия (2005)

## Достопримечательности (фотогалерея)

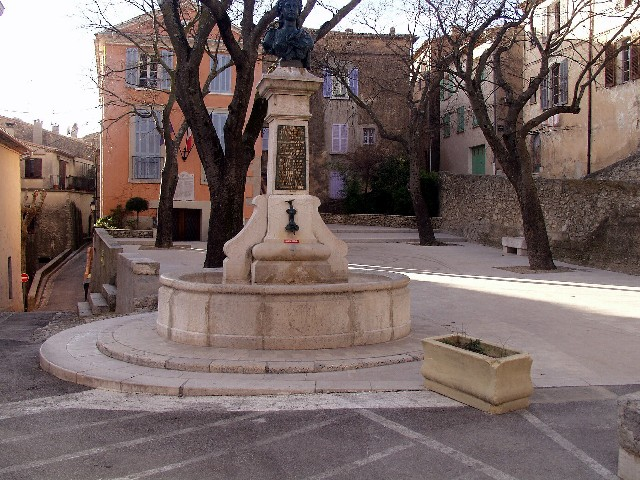
Мэрия
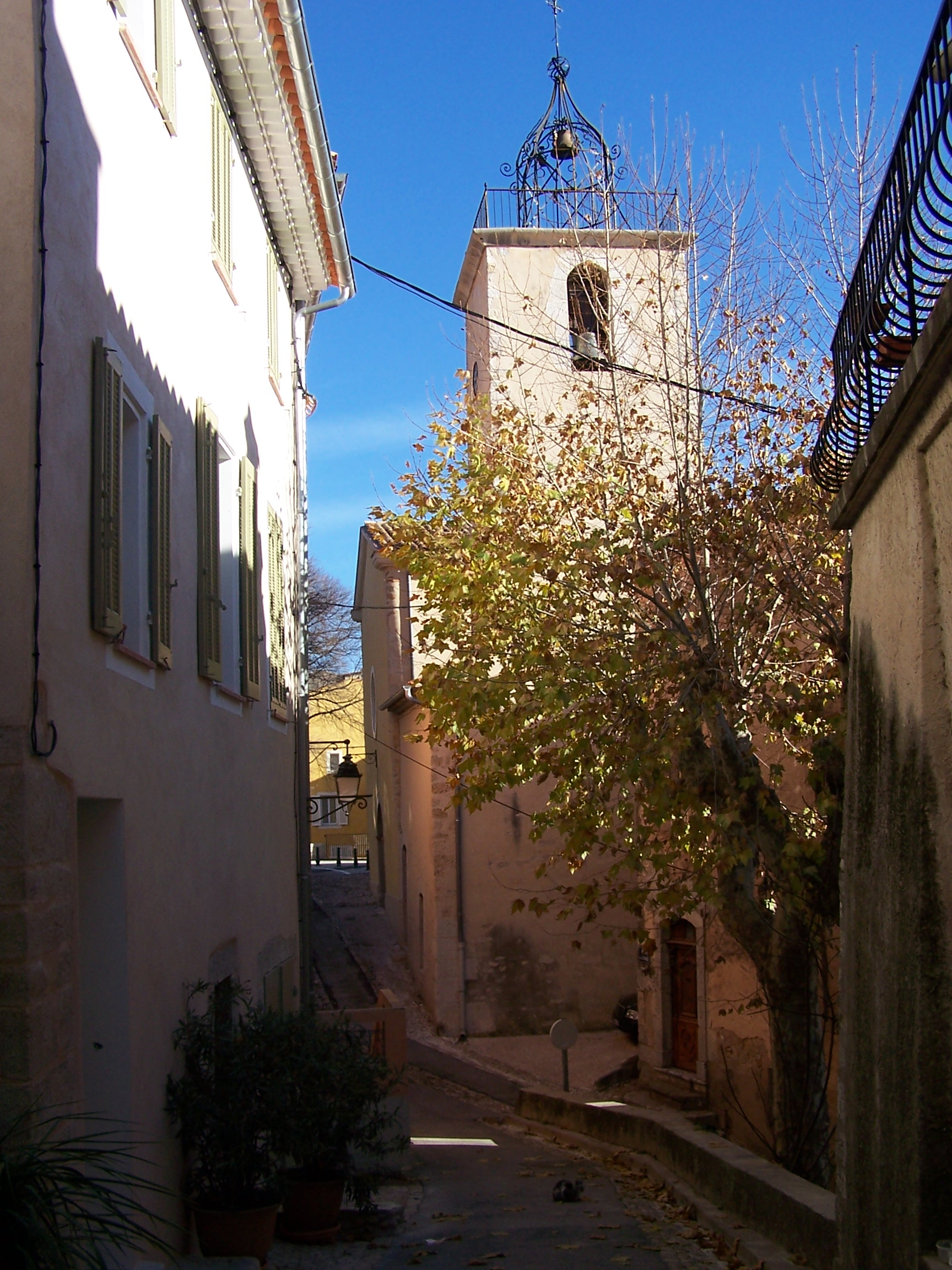
Церковь Нотр-Дам
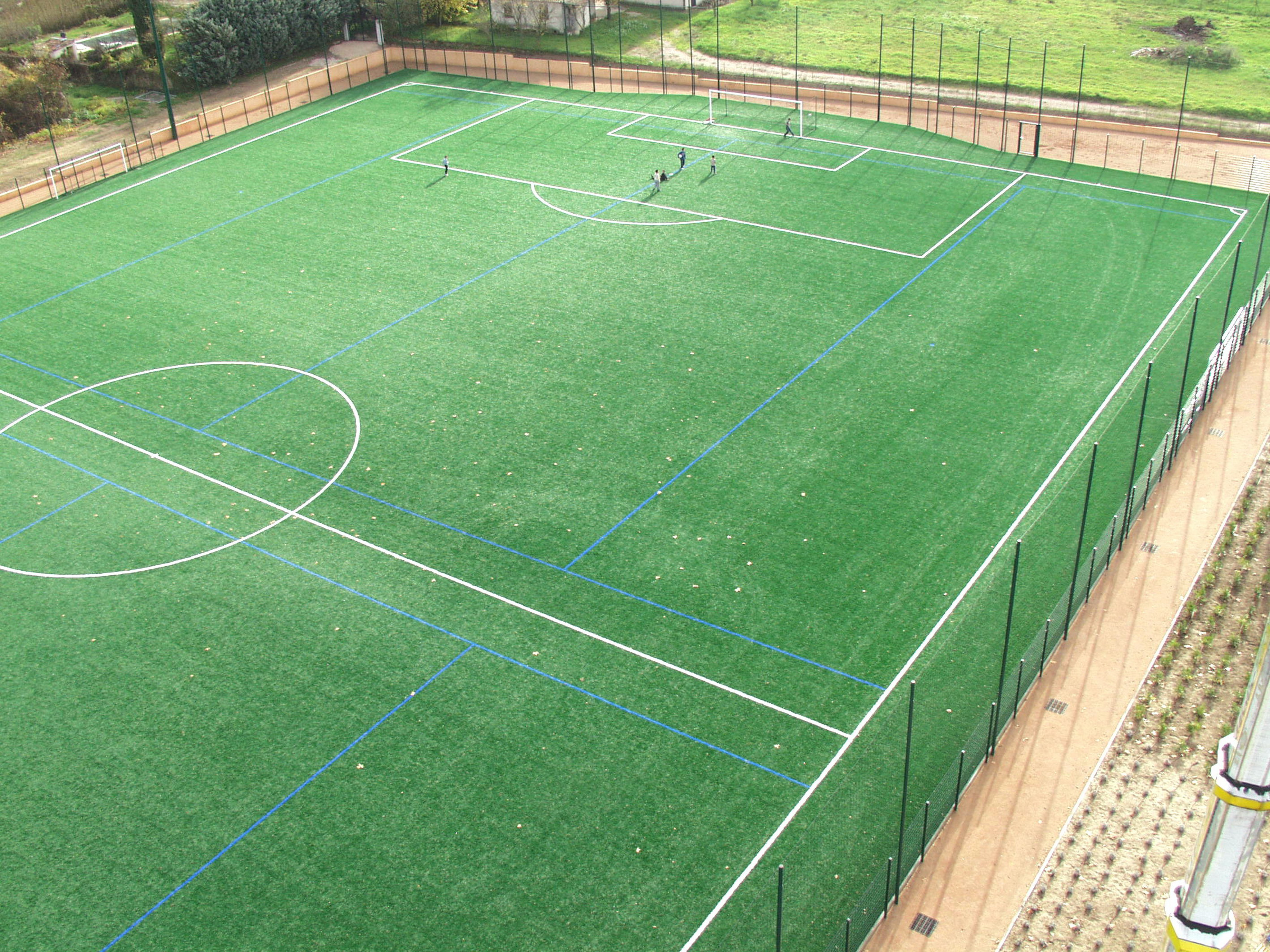
Стадион